# ジェームズ・コンプトン (第5代ノーサンプトン伯爵)
第5代ノーサンプトン伯爵ジェームズ・コンプトン（英語: James Compton, 5th Earl of Northampton、1687年5月2日 – 1754年10月3日）は、イギリスの貴族、政治家。1687年から1727年までコンプトン卿の儀礼称号を使用した。

## 生涯
第4代ノーサンプトン伯爵ジョージ・コンプトンと1人目の妻ジェーン・フォックス（Jane Fox）の長男として生まれた。1696年頃から1700年までイートン・カレッジで教育を受け、1703年6月8日にオックスフォード大学クライスト・チャーチに入学した。1707年から1709年7月まで、グランドツアーの一環としてオランダ、ドイツ、イタリアを旅したが、そのときの経験でオランダ嫌いになったという。
1710年イギリス総選挙でウォリックシャー選挙区から出馬して当選、庶民院議員に就任したが、1年後の1711年12月28日には繰上勅書により父の存命中にコンプトン男爵を継承、貴族院に移籍した。庶民院議員の在任中、オクトーバー・クラブの一員だった。
1727年4月に父が死去するとノーサンプトン伯爵を継承、さらに1743年に叔父にあたる初代ウィルミントン伯爵スペンサー・コンプトンが後継者のないまま死去するとその遺産を継承した（ウィルミントン伯爵の爵位は断絶した）。
1754年10月3日に死去、コンプトン男爵の爵位は娘シャーロットが継承したが、ノーサンプトン伯爵の爵位は男子しか継承できなかったため弟ジョージが継承した。

## 家族
1716年3月7日、第14代チャートリーのフェラーズ女男爵エリザベス・シャーリーと結婚、1女をもうけた。
- シャーロット（1770年9月3日没） - チャートリーのフェラーズ女男爵、コンプトン女男爵。初代タウンゼンド侯爵ジョージ・タウンゼンドと結婚